# Granollers
Granollers település Spanyolországban, Barcelona tartományban. Lakosainak száma 64 181 fő (2024).

## Földrajza
Granollers Canovelles, Les Franqueses del Vallès, La Roca del Vallès, Vilanova del Vallès, Montornès del Vallès, Montmeló, Parets del Vallès, Lliçà de Vall és Lliçà d’Amunt községekkel határos.

## Népesség
A település lakosságának változását az alábbi diagram mutatja:
| Lakosok száma | 1581 | 6888 | 14 053 | 20 194 | 48 263 | 56 456 | 60 658 | 59 930 | 61 275 | 64 181 |
|               | 1717 | 1887 | 1936   | 1960   | 1986   | 2004   | 2009   | 2014   | 2019   | 2024   |